# Ukiyo Hotel Project
Vous pouvez aider à l'améliorer ou bien discuter des problèmes sur sa page de discussion.
- Il ne cite pas suffisamment ses sources. Vous pouvez indiquer les passages à sourcer avec {{référence nécessaire}} ou {{Référence souhaitée}}, et inclure les références utiles en les liant aux notes de bas de page. (Marqué depuis octobre 2024)
- La traduction doit être revue. Le contenu est difficilement compréhensible à cause d’erreurs de traduction, peut-être dues à l’utilisation d’un logiciel de traduction automatique. (Marqué depuis octobre 2024)
- Il est orphelin : moins de trois articles lui sont liés. Aidez à ajouter des liens en plaçant le code [[Ukiyo Hotel Project]] dans les articles relatifs au sujet. (Marqué depuis octobre 2024)

- Archive Wikiwix
- Bing
- Cairn
- DuckDuckGo
- E. Universalis
- Gallica
- Google
- G. Books
- G. News
- G. Scholar
- Persée
- Qwant
- (zh) Baidu
- (ru) Yandex
- (wd) trouver des œuvres sur Wikidata

Ukiyo Hotel Project est une compagnie théâtrale japonaise dirigée par la dramaturge Kawada Shoko, spécialisée dans la production de comédies musicales. Son objectif ultime est de produire et de présenter une nouvelle comédie musicale intitulée Ukiyo Hotel.

## Résumé
En 2015, la dramaturge Shoko Kawada a produit et mis en scène avec des acteurs issus de la troupe Shiki Theatre Company une nouvelle comédie musicale de 30 minutes intitulée Ukiyo Hotel, écrite pour l'événement Recueil de pièces de théâtre courtes du bâtiment principal du siège du gouvernement de Kanagawa, vol.2. Kawada faisait alors partie de la troupe Mojamoja Atama to Herahera Megane (fondée en 2011, désormais dissoute).
Ukiyo Hotel est une œuvre inspirée de la culture nocturne des chabuya (maisons de thé) de Honmoku à Yokohama. Elle dépeint notamment le Kiyo Hotel, un établissement célèbre de l'époque, et "Meriken Ohama", l'une des geishas les plus prisées. Après la représentation de cette version courte, la décision de l’étendre en un format plus long a été prise.
Malgré la perte de nombreuses archives historiques dans le bombardement de Yokohama, Kawada a poursuivi la création en menant des recherches sur le terrain à Honmoku.
En 2018, sur les conseils du photographe Hajime Kato, lié à Honmoku, elle a lancé le Ukiyo Hotel Project pour la mise en scène de la comédie musicale Ukiyo Hotel. Le premier projet a été une pièce de lecture, Lecture théâtrale Ukiyo Hotel (Salle Saravah Tokyo), reconstituée autour de quatre personnages, centrés sur Hamako, héroïne inspirée de Meriken Ohama, et sa servante Yae. 
Parallèlement, elle a débuté le projet photographique 100 visages de Hamako, où Hajime Kato a photographié 100 actrices dans le rôle de Hamako.
En mai 2019, une première représentation de la comédie musicale Ukiyo Hotel a eu lieu dans une version d’essai (try-out) au Lazona Kawasaki Plaza Sol. Ce concept de « try-out », rare au Japon à l'époque, est une pratique courante sur Broadway, où les œuvres sont testées et peaufinées lors de lectures publiques avant leur représentation dans les grandes salles.
En 2020, une production complète de Ukiyo Hotel était prévue, mais elle a dû être annulée en raison de la pandémie de COVID-19. Le scénario a été révisé et un plan de scénographie en 18 pages a été créé en collaboration avec Yohei Taneda, célèbre décorateur de cinéma japonais.
En novembre 2021, un spectacle intitulé Ukiyo Hotel Bar a été présenté dans l'historique salle de danse Cliffside de Yokohama, recréant l'ambiance de Ukiyo Hotel dans le contexte de la pandémie, avec des performances de big band, de danse et de chant. 
Simultanément, l'exposition photographique 100 visages de Hamako a été inaugurée dans la salle Trump Room de Cliffside en collaboration avec Hajime Kato.
En octobre 2022, au même endroit, un recueil de cinq comédies musicales courtes basées sur l'histoire de Yokohama intitulé YOKOHAMA Short Stories a été présenté (planification, production, scénario et paroles : Shoko Kawada, musique : Kazune Tanaka, mise en scène : Hajime Kikuchi). 
Comme en 2021, 100 visages de Hamako a été exposé dans la Trump Room de Cliffside.
En décembre 2023, avec l’équipe créative de l'année précédente, une nouvelle comédie musicale en try-out, Gilles de Rais - Moi, la puce du bordel, située à Paris en 1918, a été présentée au Lazona Kawasaki Plaza Sol (planification et production : Shoko Kawada, musique : Kazune Tanaka, paroles : Azusa Fujikura, costumes : Coppelia Circus, mise en scène : Hajime Kikuchi, chorégraphie : Mayu Suetomi).
Grâce à cette œuvre, Kazune Tanaka a remporté le prix du personnel dans le cadre des 2023 All About Musical Awards décerné par le site All About.

## Historique des représentations
- Lecture théâtrale Ukiyo Hotel (2018) – Saravah Tokyo
- Première de la comédie musicale Ukiyo Hotel (2019) – Lazona Kawasaki Plaza Sol
- Ukiyo Hotel Bar (2021) – Cliffside
- Recueil de comédies musicales courtes YOKOHAMA Short Stories (2022) – Cliffside
- Nouvelle comédie musicale en try-out Gilles de Rais - Moi, la puce du bordel (2023) – Lazona Kawasaki Plaza Sol